# Alcàntera de Xúquer
Alcàntera de Xúquer, en valencien et officiellement, (Alcántara de Júcar en castillan), est une commune de la province de Valence, dans la Communauté valencienne, en Espagne. Elle est située dans la comarque de la Ribera Alta et dans la zone à prédominance linguistique valencienne. Sa population s'élevait à 1 370 habitants en 2013.

## Géographie

Localisation d'Alcàntera de Xúquer
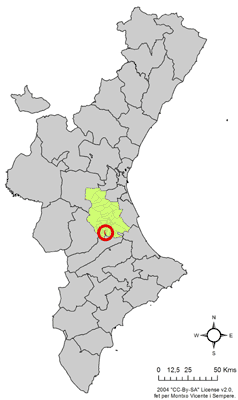
dans la Communauté valencienne.
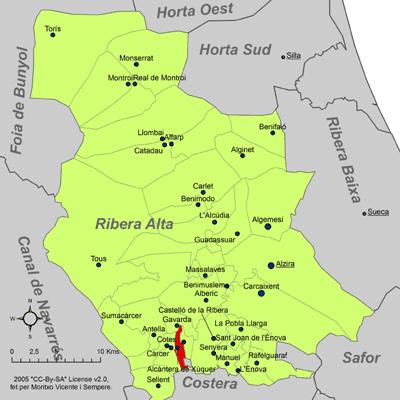
dans la comarque de la Ribera Alta.

### Localités limitrophes
Le territoire municipal d'Alcàntera de Xúquer est voisin de celui des communes suivantes :
Beneixida, Càrcer, Cotes, Gavarda, Xàtiva et La Llosa de Ranes, toutes situées dans la province de Valence.

## Démographie
| 1990  | 1992  | 1994  | 1996  | 1998  | 2000  | 2002  | 2004  | 2005  |
| ----- | ----- | ----- | ----- | ----- | ----- | ----- | ----- | ----- |
| 1 531 | 1 459 | 1 448 | 1 492 | 1 459 | 1 405 | 1 373 | 1 380 | 1 374 |

## Administration
Liste des maires, depuis les premières élections démocratiques.
| Législature | Nom du Maire          | Parti politique |
| ----------- | --------------------- | --------------- |
| 1979-1983   | José Montaner Sancho  | PSPV-PSOE       |
| 1983-1987   | Agustín García Aliaga | PSPV-PSOE       |
| 1987-1991   | José Sanchis Martínez | PSPV-PSOE       |
| 1991-1995   | José Sanchis Martínez | PSPV-PSOE       |
| 1995-1999   | Antonio Such Botella  | PSPV-PSOE       |
| 1999-2003   | Antonio Such Botella  | PSPV-PSOE       |
| 2003-2007   | Antonio Such Botella  | PSPV-PSOE       |

### Sources
- (es) Cet article est partiellement ou en totalité issu de l’article de Wikipédia en espagnol intitulé « Alcántara de Júcar » (voir la liste des auteurs).
- (es) Varaciones de los municipios de España desde 1842, Ministerio de administraciones públicas, octobre 2008, 364 p. (lire en ligne) [PDF]